# Cassius Jackson Keyser
Cassius Jackson Keyser (Rawson, 15 maggio 1862 – New York, 8 maggio 1947) è stato un matematico statunitense con una pronunciata inclinazione verso la filosofia.

## Vita
Gli studi universitari di Keyser furono presso la North West Ohio Normal School (ora Ohio Northern University). Nel 1885 sposò una studentessa compagna di corso alla North West Ohio Normal School, Ella Maud Crow di Ridgeway, Ohio. Keyser conseguì una seconda laurea breve, un BSc, presso la University of Missouri nel 1892 presso la quale tenne dei corsi. Dopodiché passò ad insegnare alla New York State Normal School (ora SUNY New Paltz) e alla Washington University. In seguito si iscrisse come studente alla Columbia University, conseguendo il MA nel 1896 e il Ph.D. nel 1901. Keyser passo il resto della sua carriera alla Columbia, dove divenne professore di matematica (1904-27) e capo dipartimento (1910-16). Si ritirò nel 1927.
Keyser fu tra i primi matematici americani ad apprezzare le nuove linee di ricerca riguardo ai fondamenti di matematica, preannunciati nei lavori dei matematici europei quali: Dedekind, Georg Cantor, Peano, Henri Poincaré, Hilbert, Zermelo, Bertrand Russell, e A. N. Whitehead. Inoltre, fu tra i primi a comprendere l'importanza in matematica e filosofia dei lavori del suo contemporaneo Charles Peirce. Alfred Korzybski, fondatore della semantica generale, citava Keyser come tra i suoi massimi ispiratori. Nel suo periodo alla Columbia, Keyser fece da supervisore solamente a tre studenti di PhD (che nel prosieguo dell'attività accademica si distinsero): Eric Temple Bell, il logico Emil Post, e Edward Kasner.
Assieme al suo collega della Columbia John Dewey, Keyser fondò l'American Association of University Professors (AAUP). Si associò all'American Academy for the Advancement of Science, e fu membro dell'American Mathematical Society.

## Libri & Pamphlet di Keyser
- Mathematics and the Question of the Cosmic Mind, with Other Essays.
- 1914. Science and Religion: The Rational and the Super-Rational
- 1916. The Human Worth of Rigorous Thinking. Columbia University Press.
- 1932. The meaning of mathematics.
- 1935. A glance at some of the ideas of Charles Sanders Peirce.
- 1935. Three great synonyms: Relation, transformation, function.
- 1936. Charles Sanders Peirce as a pioneer. A lecture given at the Galois Institute of Mathematics at Long Island University.
- 1936. Panthetics.
- 1938. A mathematical prodigy: history and legend.
- 1938. Roger Bacon.
- 1938. Benedict Spinoza.
- 1939. The Role of Mathematics in the tragedy of our modern culture.
- 1942. Thinking about thinking.
- 1947. Mathematics as a culture clue.
- 1952. The rational and the superrational: studies in thinking.
- 2005. Mathematics. Michigan Historical Reprint Series.
- 2005. Mathematical Philosophy: A Study of Fate and Freedom (Lectures for the Educated Laymen). Michigan Historical Reprint Series.

## Riguardo a Keyser
- Ivor Grattan-Guinness, 2000. The Search for Mathematical Roots: 1870-1940. Princeton University Press.